# Comuna Molojava, Horodnea
Molojava (în ucraineană Моложава) este o comună în raionul Horodnea, regiunea Cernihiv, Ucraina, formată din satele Cerețke, Kartovețke, Liutij, Mînaiivșciîna, Molojava (reședința), Nevklea, Pererost, Studeneț și Zalissea.

## Demografie
Componența lingvistică a comunei Molojava
     Ucraineană (97,99%)
     Rusă (1,61%)
     Alte limbi (0,4%)
Conform recensământului din 2001, majoritatea populației comunei Molojava era vorbitoare de ucraineană (97,99%), existând în minoritate și vorbitori de rusă (1,61%).